# Françoise Gilot
Françoise Gilot (Neuilly-sur-Seine, 26 de noviembre de 1921-Manhattan, 6 de junio de 2023) fue una pintora, crítica de arte y escritora francesa. En 1973 fue nombrada directora de arte de la revista académica Virginia Woolf Quarterly. En 1976 se unió a la junta del Departamento de Bellas Artes de la Universidad del Sur de California. Recibió la medalla Legión de Honor, una de las mayores distinciones en Francia. Mantuvo una relación sentimental con Pablo Picasso durante diez años con quien tuvo dos hijos.

## Biografía
Nació el 26 de noviembre de 1921 en Neuilly-sur-Seine, Francia, Hija de Emile y Madeleine Renoult-Gilot. Su padre era un próspero empresario y su madre acuarelista. Su padre era un hombre estricto y educado que quería que Gilot fuera abogada. Su madre empezó a enseñarle a pintar muy pronto. Estudió filosofía y literatura inglesa en la Universidad de Cambridge y el Instituto de la Universidad de Londres en París. Su padre la instó a completar sus estudios de Derecho en Rennes, pero ella no acudía a las clases para poder dedicar ese tiempo a estudiar arte y a los diecinueve años abandonó la carrera definitivamente para dedicar su vida a la pintura.
Durante la Segunda Guerra Mundial, fue brevemente detenida tras participar en un acto político en el que se depositaban flores en la Tumba de los desconocidos, por lo que su nombre fue inscrito en una lista de alborotadores, algunos de los cuales posteriormente fueron ejecutados por los alemanes.
Dividió su tiempo entre Nueva York y París, y continuó exhibiendo su trabajo internacionalmente.

## Trayectoria artística
Françoise Gilot fue introducida al arte desde temprana edad por su madre y abuela. Su abuela celebró una fiesta para Françoise cuando tenía aproximadamente cinco años, donde un hombre llamó la atención de Gilot, y preguntó a su abuela de quién se trataba. El hombre resultó ser el pintor Emile Mairet, con quien el padre de Gilot desarrolló una estrecha relación, y Françoise a menudo se unía a ellos para visitar su estudio. A los seis años, su madre comenzó a darle clases de arte, aunque no le enseñó a dibujar. Su madre pensaba que los artistas se volvían muy dependientes de las herramientas de borrar, por lo que le enseñaba con materiales como acuarelas y tinta china, de modo que si se equivocaba debía convertirlo en parte de su obra. A los trece años comenzó a estudiar con Mlle Meuge, lo que se prolongó durante seis años. Con catorce comenzó a aprender cerámica, y un año más tarde estudió con el pintor posimpresionista Jacques Beurdeley. Con veintiún años conoció a Picasso. A pesar de que Picasso influenció la obra de Françoise Gilot como pintor cubista, esta desarrolló un estilo propio. Evitaba los bordes afilados y formas angulares que Picasso solía utilizar y, en cambio, utilizaba figuras orgánicas. Durante la guerra, el padre de Gilot trató de salvar sus pertenencias más valiosas trasladándolas, pero el camión fue bombardeado por los alemanes, produciendo la pérdida de los dibujos y acuarelas de la artista.

## Relación con Picasso
Gilot y Picasso se conocieron en la primavera de 1943, cuando ella tenía 21 años y él 61. En aquella época Gilot se estaba labrando un nombre en la escuela de arte, y ya vendía su obra. La pareja de Picasso en aquel momento era Dora Maar, quien se vio reemplazada por la joven artista. Después de conocerse, se mudó con él en 1946. Picasso y Gilot nunca se casaron, pero tuvieron dos hijos juntos. Su hijo, Claude, nació en 1947 y su hija, Paloma, nació en 1949. Durante sus diez años juntos, Gilot fue a menudo acosada en las calles de París por la esposa de Picasso, Olga Khokhlova. Picasso pintó La femme-fleur, y después Matisse, con quien congenió Gilot, anunció que crearía un retrato de ella, en el que su cuerpo sería de un pálido azul y su cabello de color verde hoja.
Varios historiadores del arte afirman que fue la relación con Picasso la que cortó su carrera artística. Cuando Gilot abandonó a Picasso, este instó a los marchantes de arte que conocía que no trabajaran con Gilot, mientras que ella manifestará que el que fuera identificada como pareja de Picasso o como amiga de Matisse le resultó perjudicial como artista. De manera más contundente, el biógrafo de Gilot, Sacha Llewelyn, escribe:

"Picasso, enfurecido, destruyó sus posesiones, incluyendo obras de arte, libros y sus preciadas cartas de Matisse. Afirmándole que se dirigía "directamente al desierto", se propuso destruir su carrera. Movilizando a todos sus contactos, exigió que la Galería Louise Leiris dejara de representar a Gilot y que ya no la invitaran a exponer en el Salón de Mayo. Considerado como el desafortunado comportamiento de un genio temperamental, hoy esta agresiva intervención finalmente se ve como lo que fue: las acciones devastadoras de un abusador".

En 1964, 11 años después de su separación, Gilot escribió Vida con Picasso (con el crítico de arte Carlton Lake), un libro que vendió más de un millón de copias en docenas de lenguas, a pesar de las fracasadas acciones legales de Picasso para tratar de detener su publicación. A partir de entonces, Picasso rechazó ver a sus hijos Claude y Paloma más. Todos los beneficios del libro fueron destinados a ayudar a Claude y Paloma a hacer un requerimiento para ser reconocidos como herederos legales de Picasso.

## Después de Picasso
Gilot se casó con el pintor Luc Simon en 1955. Su hija Aurelia nació al año siguiente, y se divorciaron en 1962.
En 1969, Gilot conoció a Jonas Salk, médico y virólogo estadounidense pionero en la vacuna contra la polio, en casa de unos amigos en común en La Jolla, California. Su afición compartida por la arquitectura dio pie a un breve noviazgo y a su boda en París en 1970. Durante su matrimonio, que duró hasta la muerte de él en 1995, Gilot siguió pintando y viajando entre Nueva York, La Jolla y París.
En 1973, Gilot fue nombrada directora artística de la revista académica Virginia Woolf Quarterly. En 1976, se incorporó a la junta directiva del Departamento de Bellas Artes de la Universidad del Sur de California, donde impartió cursos de verano y asumió responsabilidades organizativas hasta 1983.
A lo largo de las décadas de 1980 y 1990, diseñó vestuario, escenografía y máscaras para el Museo Guggenheim de Nueva York.
En agosto de 2018, publicó tres cuadernos de bocetos que documentaban los viajes que realizó a Venecia, India y Senegal.
Gilot falleció en un hospital neoyorquino el 6 de junio de 2023, a la edad de 101 años, después de sufrir problemas cardiacos y pulmonares.

## Reconocimientos
En 1978, fue nombrada Oficial de la Orden de las Artes y las Letras de Francia y diez años después fue elevada al rango de Comandante. En 1990, el ministerio de Cultura de Francia la nombró Caballero de la Legión de Honor, siéndole concedido el grado de Oficial en 2006.
En 1996, el presidente de la República francesa la distinguió como Oficial de la Orden Nacional del Mérito y en 2022 le fue concedido el título de Comandante de la Orden Nacional del Mérito, uno de los mayores honores que el Gobierno de Francia otorga a sus ciudadanos.

## Obra literaria
- Vida con Picasso (con Carlton Lake), McGraw-Hill, 1964, ISBN  9788493803483
- Sur la Pierre (poems and lithographs), Montcalm Gallery, 1972
- Le Regard et son Masque, Calmann-Levy, 1975, ISBN  978-2702100929
- The Fugitive Eye (poems and drawings), Prensa Aeolia, 1976, ISBN  978-0893630249
- Interface: The Painter and the Mask, Prensa de la California State Univertsity, 1983, ISBN  978-0912201030
- An Artist's Journey, The Atlantic Monthly Press, 1987, ISBN  978-0871132154
- Matisse & Picasso, A Friendship in Art, Doubleday, 1990, ISBN  978-0747507604
- 1946, Picasso et la Mediterranee retrouvee (con Maurice Frechuret), Gregoire Gardette Editions, 1996, ISBN  978-2909767086
- Françoise Gilot. Monographie 1940-2000 (con with Mel Yoakum, Tesis Doctoral), Acatos, 2000, ISBN  978-2940033362
- Dans L’Arene avec Picasso (con Annie Maillis), Editions Indigene, 2004, ISBN  978-2911939471
- Françoise Gilot - trabajos 1984-2010, ArtAcatos, 2011